# Passaporto moldavo
Il passaporto moldavo è un documento di identità rilasciato dalla Repubblica di Moldavia ai propri cittadini per i loro viaggi all'estero.

## Aspetto e caratteristiche
Il passaporto moldavo è di colore azzurro con lo stemma nazionale al centro della copertina. Le parole "REPUBLICA MOLDOVA" sono incise sopra lo stemma e la scritta "PAŞAPORT" è incisa sotto lo stemma. Entrambe le iscrizioni sono in lingua romena. 
Nel passaporto biometrico (e-passport), rilasciato dal 1º gennaio 2006 e obbligatorio dal 1º gennaio 2001, compare anche l'apposito simbolo 
Dal 1º gennaio 2006 i cittadini moldavi hanno la possibilità di avere due passaporti contemporaneamente, fornendo una richiesta scritta all'ufficio passaporti locale.
Il passaporto ha 32 pagine

## Tipi di passaporto
- Passaporto Diplomatico - (Copertina nera)
- Passaporto di Servizio - (Copertina verde)
- Passaporto Ordinario - (Copertina azzurra)